# Salah Rais
Ne doit pas être confondu avec Salah Raïs.
Pour les articles homonymes, voir Rais.
Le Salah Rais est une corvette dans la marine algérienne de la classe Nanuchka 2.
Il est nommé en l'honneur du Beylerbey de la Régence d'Alger, Salah Raïs.

## Électronique
- 1 radar de veille combiné Pozitiv ME1.2
- 1 radar de navigation Don 2
- 1 contrôle de tir Pop Group
- 1 contrôle de tir Muff Cob
- 1 contrôle de tir Plank Shave
- 1 IFF High Pole
- 2 IFF Square Head
- 2 (2*16) lance leurres PK.16
- 1 radiogoniomètre Cross Loop
- 1 détecteur radar Bell Tap

## Sister-ships
Issues de la même classe, la Marine algérienne compte aussi les corvettes Rais Ali et Rais Hamidou.